# Clinton (Connecticut)
Clinton – miasto w Stanach Zjednoczonych, w stanie Connecticut, w hrabstwie Middlesex.